# Léa Linster

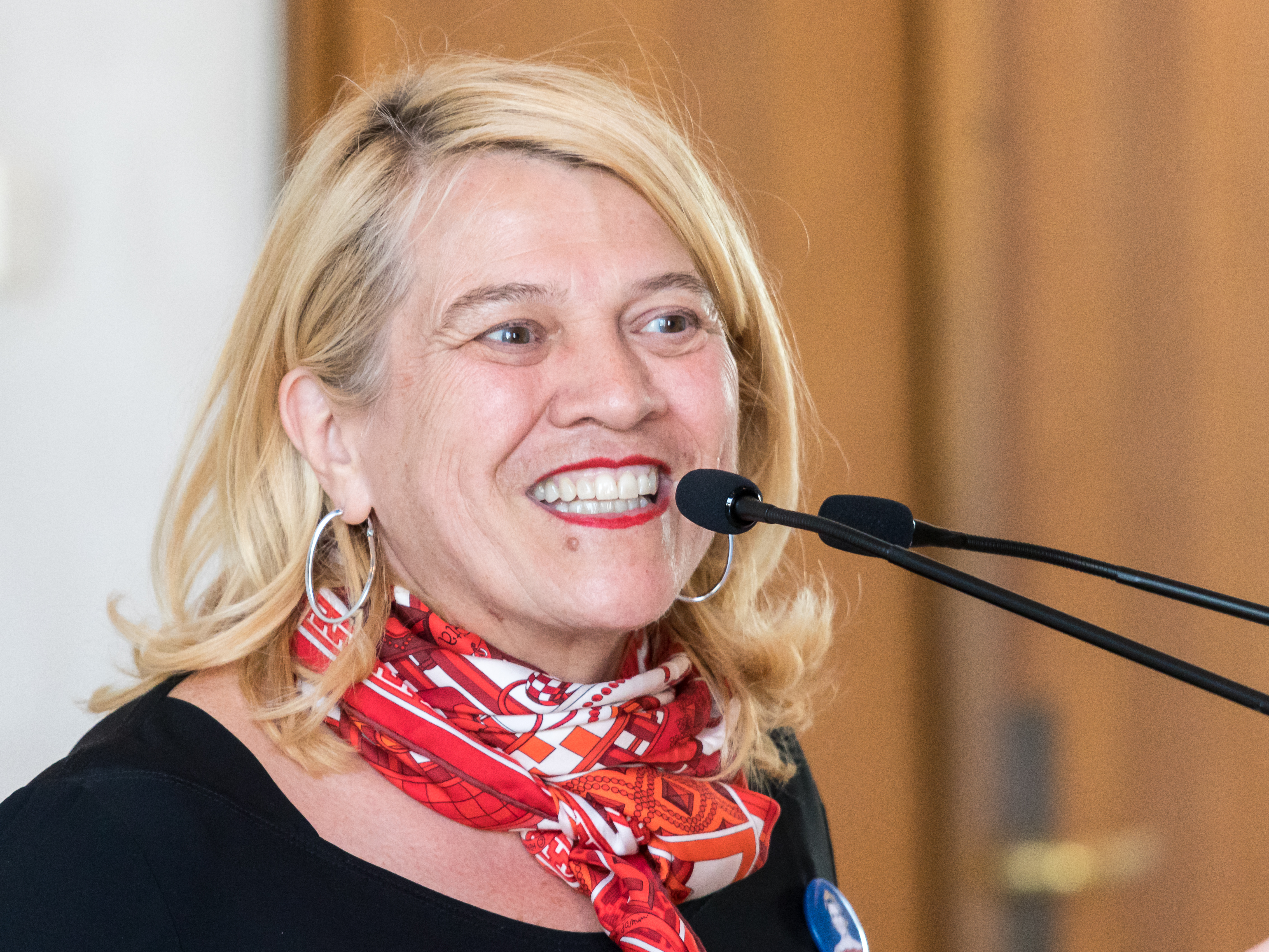
Léa Linster, 2019

Léa Linster (* 27. April 1955 in Differdingen) ist eine luxemburgische Köchin, Gastronomin, Fernsehköchin und Autorin von Kochbüchern.

## Leben

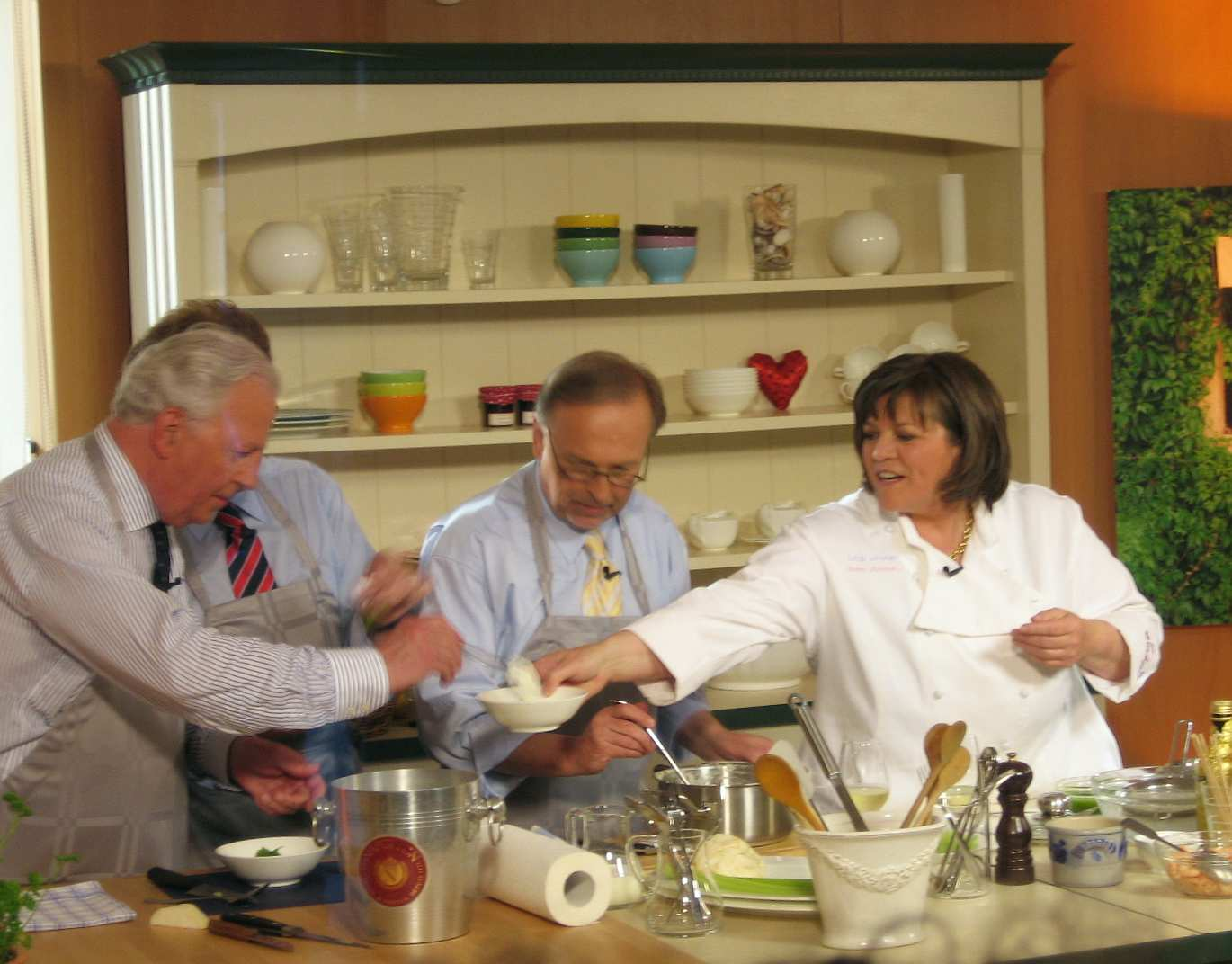
Léa Linster (rechts) mit Jacques Santer (links)

Léa Linster studierte nach dem Abitur zunächst Jura, übernahm aber 1982 nach dem Tod ihres Vaters das elterliche Gasthaus in Frisingen, etwa 15 km südlich der Stadt Luxemburg, und eröffnete es als Restaurant „Lea Linster“. Sie erwarb das Berufsbefähigungszeugnis und ein Meisterdiplom und hospitierte bei Paul Bocuse, Joël Robuchon und Frédy Girardet. 1987 wurde ihr Restaurant vom Guide Michelin erstmals mit einem Stern ausgezeichnet. Zwei Jahre später gewann sie den Bocuse d’Or. Von 1991 bis 2010 betrieb Linster ein weiteres Restaurant Das Kaschthaus in Hellingen.
Die Leitung ihres Restaurants übergab sie 2019 an ihren Sohn Louis Linster, der das Haus mit einem Michelin-Stern weiterführt.
Seit 2001 schrieb sie regelmäßig für die deutsche Frauenzeitschrift Brigitte eine Kolumne. Von 2004 bis Januar 2008 hatte sie eine Fernsehsendung mit dem Titel Leas KochLUST beim SR Fernsehen. In der Saarbrücker Ausgabe der Fernsehserie Tatort trat sie 2006 und 2007 in den Folgen Aus der Traum und Der Tote vom Straßenrand als „Linde-Wirtin“ auf. Außerdem ist sie als Autorin von Kochbüchern bekannt. 2024 veröffentlichte Léa Linster mit „Deutschland küsst Frankreich“ ihr 20. Kochbuch.
Linster tritt auch häufig in der Sendung ZDF-Fernsehgarten auf, zudem führte sie von Zeit zu Zeit durch die Nachmittagsserie Die Küchenschlacht des ZDF. Auch in der inzwischen eingestellten ZDF-Sendung Lanz kocht war sie häufig zu Gast. Im luxemburgischen Fernsehen RTL Télé Lëtzebuerg läuft ihre Sendung Kachtipp mam Léa Linster. Sie war 2013 und 2014 Coach und Jurorin in der Sat.1-Kochshow The Taste und wirkte 2016 und 2018 in dieser Show als Gastjurorin mit. 2023 nahm sie als Jurorin beim Finale des Bocuse d'Or Deutschland in Frankfurt teil.
Linster ist ledig und hat einen am 21. August 1990 geborenen Sohn, Louis, dem sie 2019 die Geschäfte übergab. Das Restaurant wurde auch unter ihm mit einem Stern ausgezeichnet. Am 12. April 2022 wurde ihr erster Enkelsohn in Luxemburg-Stadt geboren.

## Auszeichnungen (Auswahl)
- 1983: Grand Prix Mandarine Napoléon
- seit 1987: ein Michelin-Stern für ihr Restaurant Lea Linster
- 1987: Maître cuisinier als erste Frau in Luxemburg
- 1989: Bocuse d’Or als erste und bisher einzige Frau der Welt

## Bücher

### Kochbücher

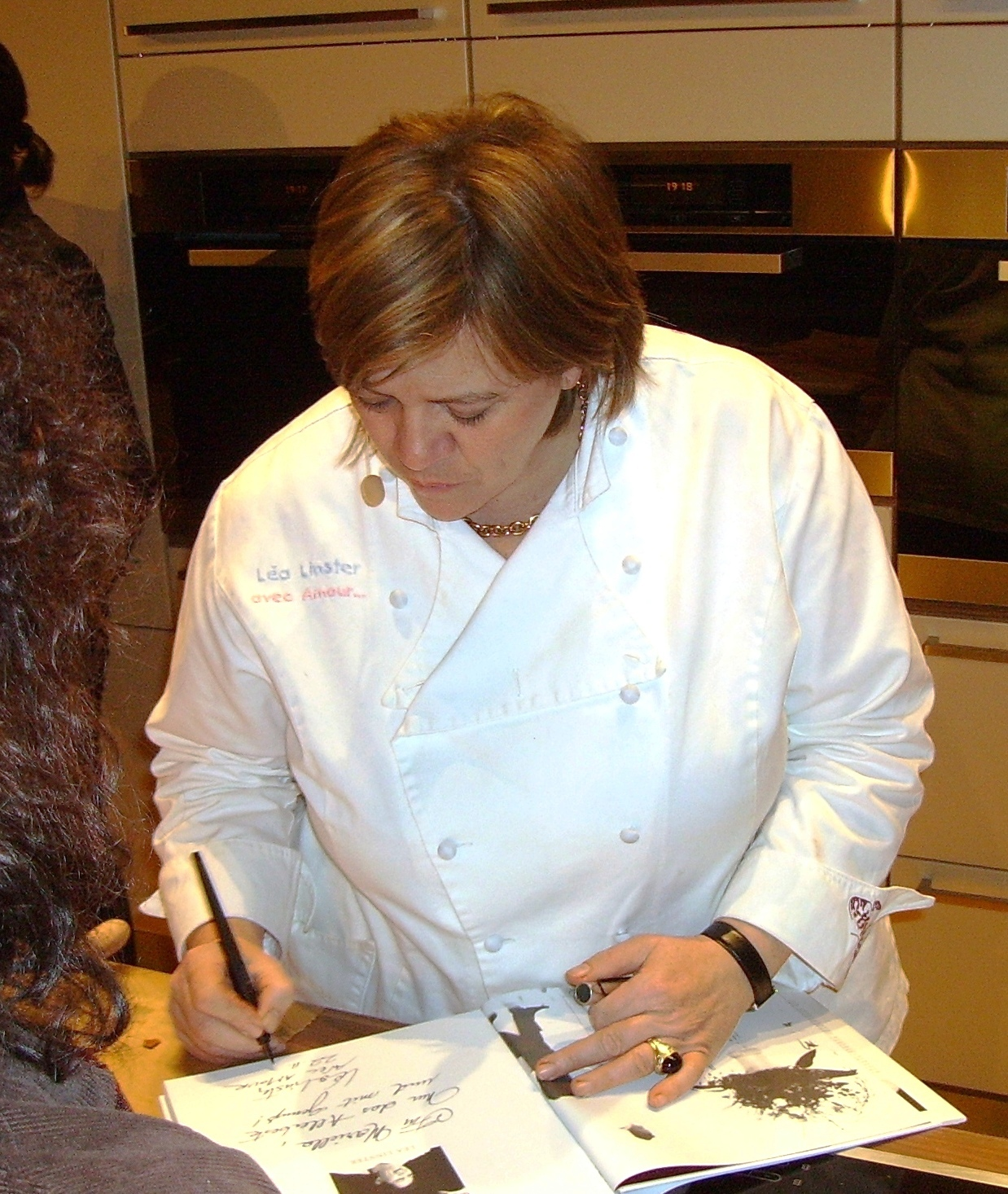
Léa Linster signiert eines ihrer Kochbücher (2007)

- Einfach und genial. Die Rezepte der Spitzenköchin Lea Linster. Goldmann Verlag, München 2002, ISBN 3-442-39032-X. (Erhielt die Auszeichnung „Bestes Deutsches Chef-Kochbuch“ im Rahmen der „Gourmand World Cookbook Awards“.)
- Best of Lea Linster. Beiträge von Lea Linster, Paul Bocuse, Susie Knoll, Guy Hoffmann, Lea Linster Verlag, 2003, ISBN 2-9599854-1-9.
- Rundum genial! Neue Rezepte der Spitzenköchin Lea Linster. Goldmann Verlag, München 2005, ISBN 3-442-39084-2.
- Kochbuch Lea Linster - Cuisinière. Vorwort von Lea Linster und Paul Bocuse. Ottweiler Druckerei 2006, ISBN 3-938381-04-3.
- Kochen mit Liebe: neue Rezepte der Spitzenköchin Lea Linster, Diana-Verlag, München 2007, ISBN 978-3-453-28510-1.
- Einfach fantastisch. Neue Ideen, Tipps & Tricks der Spitzenköchin. Heyne Verlag, 2009, ISBN 978-3-453-28524-8.
- Das Gelbe vom Ei. Huhnglaubliche Rezepte. Mit Illustrationen von Peter Gaymann. ars vivendi verlag, Cadolzburg 2014, ISBN 978-3-86913-426-0.
- Wein muss rein! Berauschende Rezepte. Mit Illustrationen von Peter Gaymann. ars vivendi verlag, Cadolzburg 2015, ISBN 978-3-86913-589-2.
- Avec Amour. Rezepte zum Verlieben. Mit Illustrationen von Peter Gaymann. ars vivendi verlag, Cadolzburg 2017, ISBN 978-3-86913-844-2.
- mit Gunter Frank und Michael Wink: Karotten lieben Butter: Eine Sterneköchin, ein Arzt und ein Wissenschaftler über traditionelles Kochwissen und gesunden Genuss. Albrecht Knaus Verlag, 2018, ISBN 978-3-8135-0791-1.
- Deutschland küsst Frankreich. Meine liebsten Rezepte aus beiden Ländern. GU Verlag, 2024, ISBN 978-3-8338-9201-1.

### Autobiografisches
- Lea Linster, Kerstin Holzer: Mein Weg zu den Sternen. Aus meinem Leben. 1. Auflage. Kiepenheuer & Witsch, Köln 2015, ISBN 978-3-462-04713-4.

## Film
- Jenseits von Herd und Hummer. Sterneköche privat. Dokumentarfilm, Deutschland, 2009, 94 Min., Buch: Anja Gerloff und Ralph Quinke, Regie: Ralph Quinke, Produktion: Spiegel TV, Erstsendung: 30. Oktober 2010 bei VOX, Inhaltsangabe von Spiegel online. Portraits der Meisterköche Léa Linster, Karl-Emil Kuntz und Ali Güngörmüş.